# Cephalium

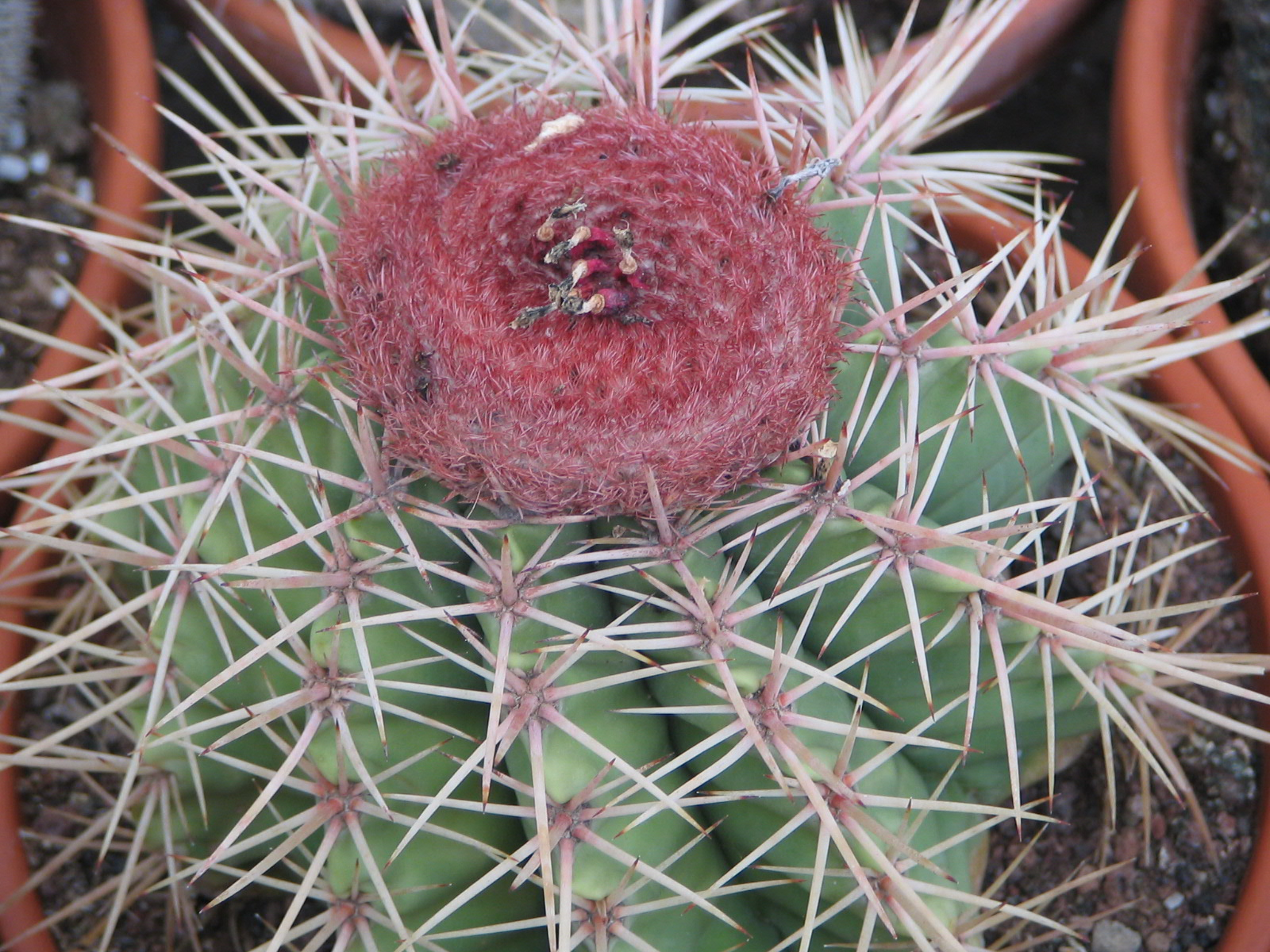

Een cephalium of bloemhoofd, wordt gevonden op de top van cactussen van het geslacht Melocactus. Uit de wollige, borstelachtige structuur van het bloemhoofd komen de echte bloemen en later de vlezige vruchten voort. Het bloemhoofd wordt in de loop van de tijd steeds groter.
- Zie  hoofdje (capitulum)